# Listă de compozitori azeri

#### A
- Vasif Adigozalov (1935-2006)
- Franghiz Ali-Zadeh (* 1947)
- Fikret Amirov (1922-1984)

#### B
- Rafig Babayev (1937-1994)
- Afrasiyab Badalbeyli (1907-1976)
- Farhad Badalbeyli (* 1947)

#### F
- Amina Figarova (* 1966)

#### G
- Gara Garayev (1918-1982)
- Tofig Guliyev (1917-2000)

#### H
- Soltan Hajibeyov (1919-1974)
- Uzeyir Hajibeyov (1885-1948)
- Zulfugar Hajibeyov (1884-1950)
- Ismayil Hajiyev (* 1949)
- Jovdat Hajiyev (1917-2002)
- Kamaladdin Heydarov (* 1961)
- André Hossein (1905-1983)

#### K
- Haji Khanmammadov (1918-2005)

#### M
- Muslim Magomayev (1885-1937)
- Arif Malikov (* 1933)
- Eldar Mansurov (* 1952)
- Aziza Mustafazadeh (* 1969)
- Vagif Mustafazadeh (1940-1979)

#### N
- Niyazi (1912-1984)

#### O
- Hasan Enami Olya (* 1967)

#### R
- Said Rustamov (1907-1983)

#### S
- Huseyngulu Sarabski (1879-1945)

#### Z
- Asaf Zeynally (1909-1932)